# Polyamid 46
Polyamid 46 (PA 46) je vysoce termicky stabilní termoplast, který patří do skupiny polyamidů. Jediným komerčním dodavatelem tohoto materiálu, pod komerční názvem Stanyl®, je nizozemská firma DSM. Jedná se o alifatický polyamid vyráběný polykondenzací dvou monomerů, butan-1,4-diaminu a kyseliny adipové (hexandiová kyselina), což mu udává charakteristický název PA 46. Tento materiál má nejvyšší teplotu tání mezi komerčně dostupnými alifatickými polyamidy, což udává možnosti jeho aplikací.
Polyamid 46 výborně odolává vysokému mechanickému zatížení a to i při vysokých teplotách a v korozivních prostředích, proto se využívá v prostředích, kterému by jiné materiály na podobné bázi neodolaly.

## Vývoj
Polyamid 46 byl poprvé syntetizován Wallacem Carothersem na začátku 30. let 20. století a již tehdy byla odhalena jeho vynikající tepelná stabilita. Při jeho syntéze ovšem může docházet k intramolekulární deaminaci 1,4-diaminobutanu, což má za následek vznik pyrrolu, který má negativní vliv na průběh polykondenzace. Způsobuje zpomalení, nebo až úplné zastavení reakce, což způsobuje vznik pouze nízkomolekulárních a oligomerních produktů tmavé barvy. Tyto produkty neměly téměř žádnou komerční hodnotu. Po objevu světlého polyamidu 66 byla výroba polyamidu 46 téměř ukončena.
Přelom nastal v roce 1977 kdy Gaymans a spol. připravili technikou polymerace v pevné fázi (SSP) světlý až bílý vysokomolekulární polyamid 46 (Mw = 45 000 g/mol), což dalo naději pro průmyslovou výrobu tohoto materiálu.
Po tomto objevu se společnost DSM spojila s Twentskou technickou univerzitou, aby vyvinuly industrializovaný proces výroby polyamidu 46. Toto se povedlo v roce 1984 a v roce 1988 byl zprovozněn pilotní závod, který měl kapacitu 150 t/rok. V roce 1990 byl v nizozemském Geleenu spuštěn plnohodnotný provoz.

## Výroba
Syntéza polyamidu 46 je rozdělena do 2 hlavních kroků:
V prvním kroku se tvoří nízkomolekulární sloučenina z 1,4-diaminobutanu a kyseliny adipové, a to za přítomnosti vody při 210 °C. Vzniká velmi jemný bílý prášek, který je následně peletizován a převezen k dalšímu kroku. Při tomto prvním kroku je velice důležitá stálost teploty, při použití vyšší teploty by mohlo začít docházet k uvolňování látek, které by výsledný produkt zbarvily a tím ho znehodnotily.
Ve druhém kroku probíhá tzv. polymerace v pevné fázi. Připravené pelety jsou v bubnových pecích zahřívány na teplotu 260 °C a za inertní atmosféry proudícího dusíku, dochází k dopolymeraci a tvorbě vysokomolekulárního polyamidu 46. Molární hmotnost vzniklého produktu může dosahovat až hodnoty Mw okolo 100 000 g/mol.

## Vlastnosti
Vysoký obsah amidových skupin v řetězci polyamidu 46 a jeho vysoká symetričnost udává jeho výjimečné vlastnosti. Polyamid 46 obsahuje asi 70 % krystalické fáze, což má vliv na jeho vlastnosti a použití. Jeho teplota tání dosahuje až 295 °C. Teplota krystalizace dosahuje 265 °C a samotný proces krystalizace je velice rychlý a to díky vzniku velmi jemných sférolitů. Polyamid 46 dosahuje velmi vysoké houževnatosti i v krátkých vstřikovacích cyklech, díky rychlé krystalizaci. Vysoký obsah krystalické fáze způsobuje, že tento materiál je i nad teplotou skelného přechodu (Tg = 78 °C) velmi tuhý a má nízké krípové vlastnosti. Polyamid 46 má také vysokou odolnost vůči oděru a únavě. Vlastnosti polyamidu 46 se ještě vylepšují přidáváním skelných vláken do materiálu, čímž z něj dělají materiál který je v hodný pro širokou škálu použití.

## Aplikace a použití
Polyamid 46 má díky svým vlastnostem poměrně široké rozpětí aplikací, ale především se používá v automobilovém průmyslu, strojním průmyslu, elektrotechnice i elektronice. Mezi hlavní oblasti použití patří:
- Vzduchová sací potrubí a vzduchové kanály
- Řemenice a napínáky řetězů
- Součásti zahradní techniky
- Ložiskové klece
- Elektrické izolace elektromotorů
- Součásti USB-C konektorů a dalších koncovek
- Součásti chladičů
- Svorkovnice